# Teuchophorus zhuae
Teuchophorus zhuae är en tvåvingeart som beskrevs av Wang 2006. Teuchophorus zhuae ingår i släktet Teuchophorus och familjen styltflugor. Inga underarter finns listade i Catalogue of Life.